# Siphamia corallicola
Siphamia corallicola är en fiskart som beskrevs av Allen, 1993. Siphamia corallicola ingår i släktet Siphamia och familjen Apogonidae. Inga underarter finns listade i Catalogue of Life.